# (16684) 1994 JQ1
(16684) 1994 JQ1 – planetoida z grupy obiektów transneptunowych z Pasa Kuipera, niebędąca w rezonansie orbitalnym z Neptunem (cubewano).

## Odkrycie
Planetoida została odkryta 11 maja 1994 roku przez astronomów Michaela Irwina oraz Annę Żytkow. Nie ma ona jeszcze nazwy własnej, ale oznaczenie prowizoryczne i ma nadany stały numer.

## Orbita
Orbita (16684) 1994 JQ1 nachylona jest do płaszczyzny ekliptyki pod kątem 3,75°. Na jeden obieg wokół Słońca ciało to potrzebuje ok. 295 lat, krążąc w średniej odległości ok. 44,4 j.a. od Słońca. Przez peryhelium przejdzie w 2044 roku.
Jest to obiekt typu cubewano; nie pozostaje on w żadnym rezonansie orbitalnym z Neptunem.

## Właściwości fizyczne
(16684) 1994 JQ1 to obiekt o jasności absolutnej ok. 6,7m, co pozwala szacować jego wielkość na ok. 193 km, jednak to oszacowanie może być obarczone znacznym błędem.